# 1928 في العراق
فيما يلي قوائم الأحداث التي وقعت خلال عام 1928 في العراق.

## سياسة

### نهاية منصب
- 11 يناير- رئيس الوزراء جعفر العسكري.[1]
- 19 يناير: رئيس مجلس النواب عبد المحسن السعدون.[2]

### في المنصب
- ملك العراق فيصل الأول.[3]
- رئيس الوزراء عبد المحسن السعدون.[1]
- رئيس مجلس الاعيان يوسف السويدي.
- 19 يناير- عبد العزيز القصاب رئيس مجلس النواب.[4]
- 31 يوليو- توقيع اتفاقية الخط الأحمر بين شركة نفط العراق و الشركة الأنجلوفارسية.[5]

## أحداث
- 28 يناير- السماح لجريدتي النهضة و الزمان بالنشر بعد قرار توقيفهما أبان حكومة جعفر العسكري.[6]
- 20 آذار- تأسيس جمعية حماية الأطفال في بغداد.[7]

## مواليد
- 1 سبتمبر - أحمد الوائلي، شاعر وعالم دين شيعي عراقي.